# Lucas Gottzén
Lucas Gottzén, tidigare Forsberg, född 8 november 1977, är en svensk vålds- och mansforskare. Han är professor i barn- och ungdomsvetenskap vid Stockholms universitet, och chefredaktör för mansforskningstidskriften Norma: International Journal for Masculinity Studies.

## Karriär
Gottzén disputerade 2009 vid Linköpings universitet. Samma år blev han universitetslektor vid Barn- och ungdomsvetenskapliga institutionen vid Stockholms universitet. Han blev docent i socialt arbete vid Linköpings universitet 2013 och befordrades 2017 till professor i barn- och ungdomsvetenskap vid Stockholms universitet. Han var redaktör för tidskriften Locus under åren 2009–2010.

## Böcker
- Men, Masculinities and Intimate Partner Violence, London, Routledge, 2020, med Margunn Bjørnholt och Floretta Boonzaier
- Routledge International Handbook of Masculinity Studies, London, Routledge, 2020, med Ulf Mellström och Tamara Shefer
- Genus, Liber, 2020, med Mia Eriksson
- Av det känsligare slaget: Män och våld mot kvinnor, Göteborg, Makadam, 2019
- Sociologins teoretiker, Malmö, Gleerups, 2014
- Hjältar och monster: Samhällsvetenskapliga perspektiv på män och våld, Stockholm, Ungdomsstyrelsen, 2013
- Andra män. Maskulinitet, normskapande och jämställdhet, Malmö, Gleerups, 2012
- Involved Parenthood: Everyday Lives of Swedish Middle-Class Families, Linköping, 2009